# Partecipanti al Tour de France 1905
Qui di seguito viene riportato l'elenco dei partecipanti al Tour de France 1905. Partirono da Parigi 60 corridori, giunsero al traguardo 24 ciclisti.

## Corridori
Nota: R ritirato; S squalificato; NP non partito
| 1  | J. Mechin             | R 1ª   | 24 | Gustave Guillarme        | 19º   | 46 | Henri Marchand     | R 2ª   |
| 2  | Henri Pepin           | R 7ª   | 25 | Henri Richard            | R 10ª | 47 | Georges Bamonde    | NP 11ª |
| 3  | Camille Fily          | 14º    | 27 | Charles Prevost          | R 1ª  | 49 | Auguste Lapree     | R 3ª   |
| 4  | Léon Riche            | R 1ª   | 28 | Francis Gouspy           | R 2ª  | 50 | Émile Georget      | 4º     |
| 5  | Léon Leygoutte        | 13º    | 29 | Jean Dargassies          | R 1ª  | 51 | Germain Fourchotte | R 7ª   |
| 6  | Pierre Desvages       | R 5ª   | 30 | Noël Prevost             | R 1ª  | 52 | Paul Chauvet       | 7º     |
| 7  | Philippe Pautrat      | 8º     | 31 | Jean-Baptiste Dortignacq | 3º    | 53 | Henri Vigne        | R 1ª   |
| 9  | Henri Lignon          | 16º    | 32 | Fernand Lallement        | 23º   | 54 | Julien Maitron     | 10º    |
| 10 | Félix Bernard         | R 1ª   | 34 | Pinchau                  | 21º   | 55 | Antoine Wattelier  | 15º    |
| 11 | Jean Fischer          | NP 11ª | 35 | Eugène Ventresque        | 22º   | 57 | Auguste Theo       | R 3ª   |
| 12 | René Pottier          | R 3ª   | 36 | Joseph Morvan            | R 1ª  | 59 | Ludo Loos          | 20º    |
| 13 | Hippolyte Aucouturier | 2º     | 37 | Henri Cornet             | R 4ª  | 62 | Edouard Grandsire  | R 1ª   |
| 14 | Louis Trousselier     | 1º     | 38 | Martin Soulie            | 12º   | 64 | Édouard Wattelier  | R 1ª   |
| 15 | Jules Chosson         | R 4ª   | 39 | Pierre-Luc Perichon      | R 1ª  | 67 | Elie Monge         | R 10ª  |
| 18 | Joseph Delporte       | R 2ª   | 40 | Clovis Lacroix           | 24º   | 68 | Aloïs Catteau      | 11º    |
| 19 | Charles Habert        | R 2ª   | 41 | Henri Gauban             | R 1ª  | 72 | Léon Habets        | R 1ª   |
| 20 | Georges Pasquier      | R 3ª   | 42 | Maurice Chedebois        | R 5ª  | 73 | Paul Trippier      | R 1ª   |
| 21 | Julien Gabory         | 9º     | 43 | Auguste Daumain          | R 4ª  | 75 | Jean Ruffin        | NP 1ª  |
| 22 | Augustinn Ringeval    | 6º     | 44 | Georges Seres            | R 4ª  | 76 | Maurice Decaup     | 17º    |
| 23 | Maurice Carrere       | 18º    | 45 | Louis Lavalette          | R 1ª  | 77 | Lucien Mazan       | 5º     |

## Corridori per nazionalità
| Numero ciclisti | Nazione |
| --------------- | ------- |
| 57              | Francia |
| 3               | Belgio  |